# Aeroportul Qianjiang Wulingshan
Aeroportul Qianjiang Wulingshan (IATA: JIQ, ICAO: ZUQJ) este un aeroport din Qianjiang District⁠(d), Chongqing, Republica Populară Chineză ce deservește zona Qianjiang District⁠(d). Aeroportul a fost tranzitat în 2022 de 127.396 de pasageri.
Aeroportul dispune de o singură pistă.